# Ottaviano dei conti di Segni
Ottaviano dei conti di Segni (Roma, ... – Roma, 1234) è stato un cardinale italiano.
Cugino di Innocenzo III, apparteneva alla nobile famiglia romana dei conti di Segni che aveva dato, e darà successivamente, alla Chiesa cattolica numerosi cardinali e tre papi: Innocenzo III, Alessandro IV ed Innocenzo XIII. Appartennero inoltre alla famiglia dei conti di Segni i cardinali Giovanni dei conti di Segni (1200), Andrea Conti, O.F.M. (quasi-cardinale), Lucido Conti (1411) (pseudo-cardinale poi confermato da papa Martino V), Giovanni Conti (1483), Francesco Conti (1517), Carlo Conti (1604), Giannicolò Conti (1664) e Bernardo Maria Conti, O.S.B.Cas. (1721).

## Biografia
Fu uditore presso la Sacra Rota romana.
Papa Innocenzo III lo creò cardinale nel 1205. Nel 1221 divenne cardinale protodiacono. Partecipò all'elezione papale del 1216, che elesse papa Onorio III che Ottaviano incoronò. Partecipò a quella successiva del 1227, che elesse Gregorio IX, incoronando anche questo papa. Fu legato pontificio nelle Marche.
Secondo una fonte sarebbe stato anche arciprete della Basilica Vaticana dal 1227 fino alla morte.